# Fonti storiche sulla prima crociata

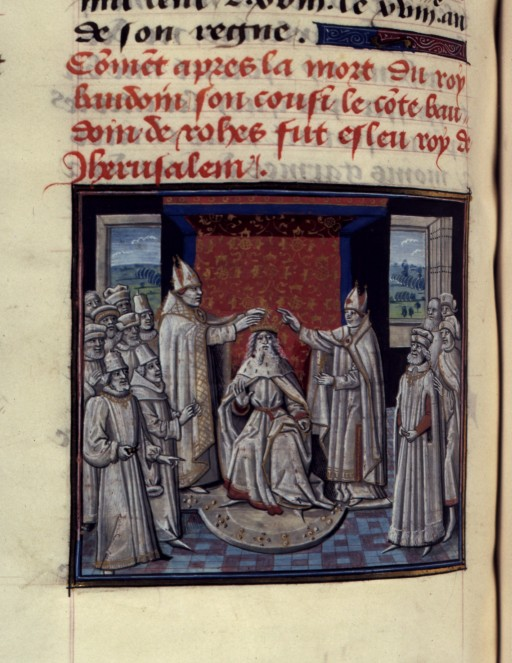
Una pagina della cronaca di Guglielmo di Tiro in una versione del XV secolo
BNF, Richelieu Manuscripts Français 68, folio 112

Le fonti storiche sulla prima crociata possono essere dedotte anche da fonti contemporanee o quasi. Sebbene alcune di queste fonti siano state pubblicate singolarmente, l'unica raccolta è il Recueil des Historiens des Croisades, pubblicato a Parigi nel 1844.

## Le fonti principali
Le fonti più spesso praticate dagli storici per gli avvenimenti della prima crociata sono quelle greche e latine, perché - come dimostra Francesco Gabrieli - ai più sono inaccessibili per banale ignoranza della lingua araba, Ibn al-Athir, Abū Shāma e Bahāʾ al-Dīn ibn Shaddād, che molto devono a ʿImād ad-Dīn Muhammad al-Isfahānī.

### Le fonti greche
L'unica fonte greca di fondamentale importanza è l'Alessiade, opera scritta dalla figlia dell'imperatore Alessio I Comneno: Anna Comnena.
Donna intelligente e coscienziosa, Anna scrisse il libro circa 50 anni dopo gli avvenimenti che questo narra, quando era ormai in età avanzata: il testo si basa sul materiale raccolto durante la vita di suo padre Alessio in previsione di scriverne una biografia. Probabilmente ingannata dalla memoria, la cronologia degli eventi presentata da Anna è talvolta confusa.
L'opera è spesso svalutata dagli storici: Anna intende dimostrare infatti la saggezza del padre e tende a sopprimere tutto ciò che secondo lei avrebbe potuto essere interpretato a discredito dell'imperatore e dei suoi uomini. Anna, che nutriva seri pregiudizi nei confronti dei crociati, è inoltre chiaramente inattendibile quando tratta di avvenimenti accaduti fuori dai confini dell'Impero Bizantino. Secondo il grande storico delle crociate Steven Runciman l'Alessiade è comunque una fonte fondamentale per quanto riguarda gli avvenimenti che ebbero luogo a Costantinopoli: Anna infatti godeva della piena fiducia del padre ed ebbe diretta conoscenza di molti personaggi e dei fatti di cui scrive.
Non sono rimasti documenti ufficiali bizantini riguardanti la crociata, tranne le lettere scritte da Alessio I ai principi e agli ecclesiastici occidentali, delle quali esistono traduzioni latine poco accurate.

### Le fonti latine
Le fonti latine sono le più numerose ed offrono la maggior parte delle informazioni in nostro possesso. Raimondo di Aguilers cominciò a scrivere la sua Historia francorum qui ceperunt Jherusalem durante l'assedio di Antiochia e terminò alla fine del 1099. Raimondo si era aggregato alla crociata al seguito di Ademaro di Monteil, vescovo di Le Puy, e ben presto era diventato cappellano di Raimondo IV di Tolosa (Raimondo di Saint-Gilles): la sua cronaca interessa soprattutto la spedizione di quest'ultimo. Apertamente avverso ai greci, Raimondo non risparmia critiche al suo signore proprio per la sua politica filo-bizantina.
Fulcherio di Chartres è invece l'autore delle Gesta francorum Jherusalem peregrinantium (note anche come Historia Hierosolymitana), scritte in tre diversi periodi. Fulcherio, presente al Concilio di Clermont quando fu bandita la crociata, partì per l'oriente al seguito di Stefano II di Blois per poi passare al servizio di Baldovino di Boulogne; è il più colto ed attendibile dei cronisti latini e, benché fosse fermamente devoto al suo signore, la sua visione delle cose è notevolmente obiettiva.
Il più popolare resoconto contemporaneo alla crociata fu però un'opera anonima nota come Gesta francorum et aliorum hierosolimitanorum. L'autore fu probabilmente un seguace di Boemondo I d'Altavilla. Il successo di questa opera, che termina con il racconto dell'assedio di Ascalona, è dovuto probabilmente proprio agli sforzi di Boemondo che lo considerava la sua apologia e che la diffuse nella Francia meridionale durante la visita che vi fece nel 1106.
Le Gesta furono riscritte parecchie volte. Un prete del Poitou che era stato crociato, Petrus Tudebondus, la riscrisse, con l'aggiunta di alcuni ricordi personali, con il titolo di De hierosolymitano itinere. Nel 1109 Guiberto di Nogent vi aggiunse informazioni personali e passi copiati da Fulcherio; nel 1110 l'arcivescovo di Dol, Baudry di Bourgueil, cercò di migliorarne la forma letteraria; nel 1122 Roberto di Reims ne pubblicò, sotto il titolo Historya hierosolymitana, una versione popolare e romantica che incontro notevole successo; 1130 apparve invece la versione fatta da un monaco di Montecassino, integrata da alcune fonti ora perdute e tradizionali leggende correnti, dal titolo Historia belli sacri. Le Gesta francorum ispirarono anche la breve ed anonima Expedio contra turcos.
Ekkehard, abate di Aura, fu l'autore della Hierosolymita, parte di una cronaca universale scritta nel 1115; sebbene Ekkehard avesse visitato la Palestina con i crociati tedeschi nel 1101, la sua cronaca è composta da racconti fatti a lui o al suo amico Frutholf di Saint Michelsberg da membri della prima crociata. Radulfo di Caen è invece l'autore delle Gesta Tancredi Siciliae regis in expeditione herosolymitana. Lo stile è quello di un uomo ignorante e molto presuntuoso: il manoscritto, mai terminato, contiene pochi frammenti di informazioni originarie dell'eroe a cui è consacrato e per lo più segue le opere precedenti.
La più completa relazione contemporanea alla prima crociata è sicuramente il Liber christianae expeditionis pro ereptione, emundatione et restituzione sanctae hierosolymitanae ecclesiae di Alberto di Aquisgrana, scritto nel 1130. Si tratta di un'opera di compilazione, non essendo mai stato Alberto in oriente, in cui sono messe assieme, senza senso critico ed omettendo le fonti, relazioni di testimoni oculari, resoconti chiaramente inattendibili e materiale leggendario.
Guglielmo di Tiro, secondo molti il più grande degli storici crociati, scrisse la straordinaria Historia rerum in partibus transmarinis gestarum circa settant'anni dopo la prima crociata. L'opera è fondamentale per la conoscenza degli eventi seguenti la conquista di Gerusalemme.
Un punto di vista diverso ci viene infine dal genovese Caffaro di Rustico da Caschifellone, autore degli Annales Ianuenses, riferiti al periodo 1100-1163, e del De liberazione civitatum Orientis Liber, del 1155.

## Le fonti secondarie

### Le fonti francesi e tedesche
I cronisti dell'Europa occidentale contemporanei alla crociata la menzionano ovviamente tutti, basandosi però esclusivamente sulle fonti latine viste nel precedente paragrafo. Una delle poche cronache originarie riguarda la crociata dei tedeschi: la Cronaca di Zimmern.
La crociata in occidente produsse opere di carattere epico, importanti da un punto di vista letterario ma prive di valore storico: unica eccezione la Chanson d'Antioche, facente parte del ciclo della crociata di Riccardo il Pellegrino, il quale sembra effettivamente aver preso parte all'assedio della città.
Come già visto per le fonti greche, pochissimi documenti ufficiali sono giunti fino a noi: alcune lettere inviate dal papa Urbano II, i decreti papali che regolano la crociata, due appelli di ecclesiastici d'Oriente, alcuni dispacci dei capi militari della crociata ed alcune lettere indirizzate da questi alle loro famiglie in occidente.

### Le fonti arabe
Le fonti arabe, numerosissime e di grande importanza per le ultime crociate, non ci forniscono particolari informazioni sulla prima. Come per le fonti greche e latine, non disponiamo di documenti ufficiali. Le opere dei cronisti dell'epoca sono giunte a noi soltanto in modo molto frammentario e spesso attraverso citazioni di scrittori posteriori.

### Le fonti armene
Una sola fonte armena, peraltro di inestimabile valore, è nota per il periodo della prima crociata: la Cronaca di Matteo di Edessa. L'opera tratta della storia della Siria tra il 952 ed il 1136. Matteo era un uomo ingenuo che odiava i greci e non amava troppo neanche i suoi compatrioti di religione ortodossa: sebbene le informazioni sulla crociata non siano di prima mano, la Cronaca è molto precisa per quanto riguarda gli avvenimenti della città natale dell'autore e della regione circostante.
Gli autori armeni successivi, come Samuele di Ani o Ciriaco di Gantzag, trattano solo brevemente la prima crociata, servendosi della Cronaca di Matteo e di una seconda fonte andata perduta, scritta da un certo Giovanni il Diacono. In queste opere è presente una forte animosità nei confronti dell'imperatore Alessio I Comneno.

### Le fonti siriache
L'unica opera siriaca che tratti della prima crociata giunta sino a noi è la cronaca di Michele il Siro, patriarca giacobita di Antiochia tra il 1166 ed il 1199. Michele si servì di cronache siriane precedenti, ora perdute, e di fonti arabe: le sue informazioni sono però di scarso valore fino al momento in cui non parla di cose avvenute durante la sua vita.